# Bárbara Mori
Bárbara Mori Ochoa (Montevideo, 2 febbraio 1978) è un'attrice uruguaiana naturalizzata messicana. È nota soprattutto come interprete di telenovele.

## Filmografia parziale

### Cinema
- Inspiración, regia di Javier Gallo (2000)
- Pretendiendo, regia di Claudio Dabed (2006)
- La mujer de mi hermano, regia di Ricardo de Montreuil (2006)
- Violanchelo, regia di Alfonso Pineda Ulloa (2008)
- Kites, regia di Anurag Basu (2010)
- 1 a Minute, regia di Namrata Singh Gujral (2010)
- Cantinflas, regia di Sebastiàn del Amo (2014)
- Treintona, soltera y fantástica, regia di Chava Cartas (2016)
- Tú eres mi problema, regia di Álvaro Curiel (2021)
- Control Z (2022) diretto da Carlos Quintanilla
- Perdidos en la noche, regia di Amat Escalante (2023)

### Televisione
- Mirada de mujer (1997-1998)
- Azul tequila (1998-1999)
- Me muero por ti (1999-2000)
- Súbete a mi moto (2002-2003)
- Mirada de mujer, el regreso (2003-2004)
- Amor descarado (2003-2004)
- Rubí (2004)
- Las Azulas (2024), regia Fernando Rovzar
- Due emisferi (2025), regia di Mariana Chenillo

### Doppiaggio
- Robots, regia di Chris Wedge (versione messicana)